# Jamestown, Washington
Jamestown är en ort i Clallam County i delstaten Washington, USA.